# Maharanga verruculosa
Maharanga verruculosa är en strävbladig växtart som först beskrevs av Ivan Murray Johnston, och fick sitt nu gällande namn av L M. Johnston. Maharanga verruculosa ingår i släktet Maharanga och familjen strävbladiga växter. Inga underarter finns listade i Catalogue of Life.